# USS Atlanta (CL-51)
O USS Atlanta foi um cruzador rápido operado pela Marinha dos Estados Unidos e a primeira embarcação da Classe Atlanta. Sua construção começou em abril de 1940 nos estaleiros da Federal Shipbuilding and Drydock Company na cidade de Kearny, em Nova Jérsei, e foi lançado ao mar em setembro de 1941, sendo comissionado na frota norte-americana em dezembro do mesmo ano. Era armado com uma bateria principal composta por dezesseis canhões de 127 milímetros montados em oito torres de artilharia duplas, tinha um deslocamento carregado de mais de oito mil toneladas e conseguia alcançar uma velocidade máxima de mais de 32 nós (sessenta quilômetros por hora).
O Atlanta entrou em serviço no começo da Guerra do Pacífico e foi colocado na escolta de porta-aviões no Atol Midway em preparação para um ataque japonês, que ocorreu em junho de 1942 na Batalha de Midway. Dois meses depois o cruzador foi apoiar operações na Campanha de Guadalcanal, participando no final de agosto da Batalha das Salomão Orientais. Ele se tornou a capitânia do contra-almirante Norman Scott e em novembro participou da Primeira Batalha Naval de Guadalcanal. Nesta, o Atlanta foi incapacitado pelas forças japonesas e alvo de fogo amigo do cruzador pesado USS San Francisco, que matou Scott e o danificou a ponto de levar a seu naufrágio algumas horas depois.